# Reginald Gray

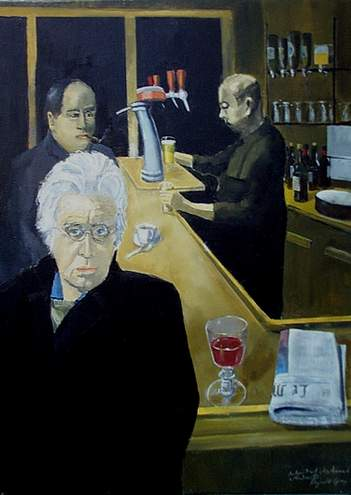
Autoretrat a París (2008)

Reginald Gray (Dublín, Irlanda, 1930 - París, França, 29 de març de 2013) fou un pintor retratista contemporani. Va estudiar al National College of Art and Design (1953) i després es va traslladar a Londres, passant a formar part de l'Escola de Londres dirigida per Francis Bacon, Lucian Freud i Frank Auerbach. El 1960, va pintar un retrat de Bacon que ara s'exhibeix a la col·lecció permanent de la National Portrait Gallery de Londres. Ha pintat des de retrats de la vida dels escriptors, músics i artistes com ara Samuel Beckett, Harold Pinter, Brendan Behan, Browne Garech, Derry O'Sullivan, Alfred Schnittke, Ted Hughes, e Yves Saint Laurent. El 1993, Gray fa una exposició retrospectiva a seu de la UNESCO de París i el 2006, el seu retrat The White Blouse va guanyar el Premi Sandro Botticelli a Florència.

## Biografia

### Dublín

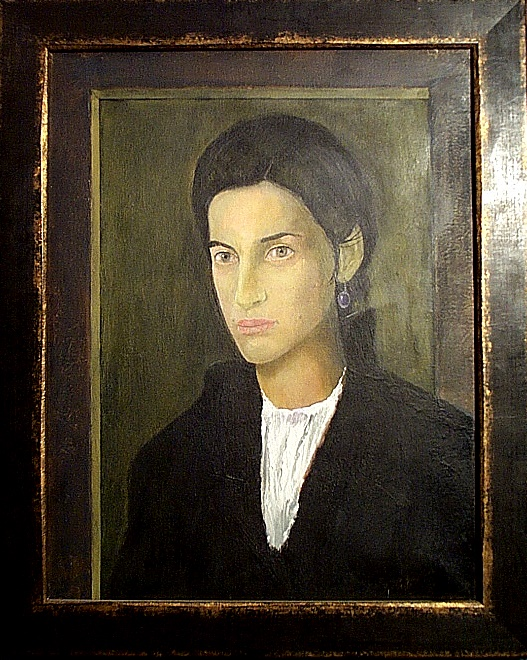
The White Blouse, per Reginald Gray.(Premi Sandro Botticelli. Florència, 2006)

Després de l'escolarització a All The Saints, Blackrock i The Blackrock Technical Institute, Gray va estudiar a l'Escola Nacional d'Art i Disseny de Dublín. Després d'un curt període se'n va anar a estudiar amb Cecil Ffrench Arha Salkeld. A l'edat de dinou anys, Gray es va unir a The Atelier Dublín un petit grup de pintors que exhibeixen a la Galeria de Pintors de Dublín. Gray explica sobre aquest període: «Em va cridar l'atenció les obres anteriors del pintor francès Bernard Buffet, que havia guanyat el Premi de la crítica, a París el 1948 quan només tenia vint anys».

### Londres
Gray es va traslladar a Londres el 1957 i vivia a prop del  mercat de Portobello, compartint un pis amb tres actors irlandesos Donal Donnelly, Brian Phelan i Charles Roberts. Necessitant més la solitud per pintar, Gray es va mudar a Bayswater. Va aconseguir un treball a la botiga de Whiteleys al departament de disseny per decorar els aparadors, però encara seguia fent pintura. Al mateix any va fer un dibuix en guaix a la botiga de Kensington High Street que mostrava als obrers restaurant la façana. Aquest treball es troba ara en la col·lecció del Museu de Londres. Va conèixer a Francis Bacon, el qual va visitar el seu taller, estant allà Gray li va fer un dibuix amb el seu retrat, el qual va ser donat l'any 1975 a la National Portrait Gallery de Londres.

### Rouen

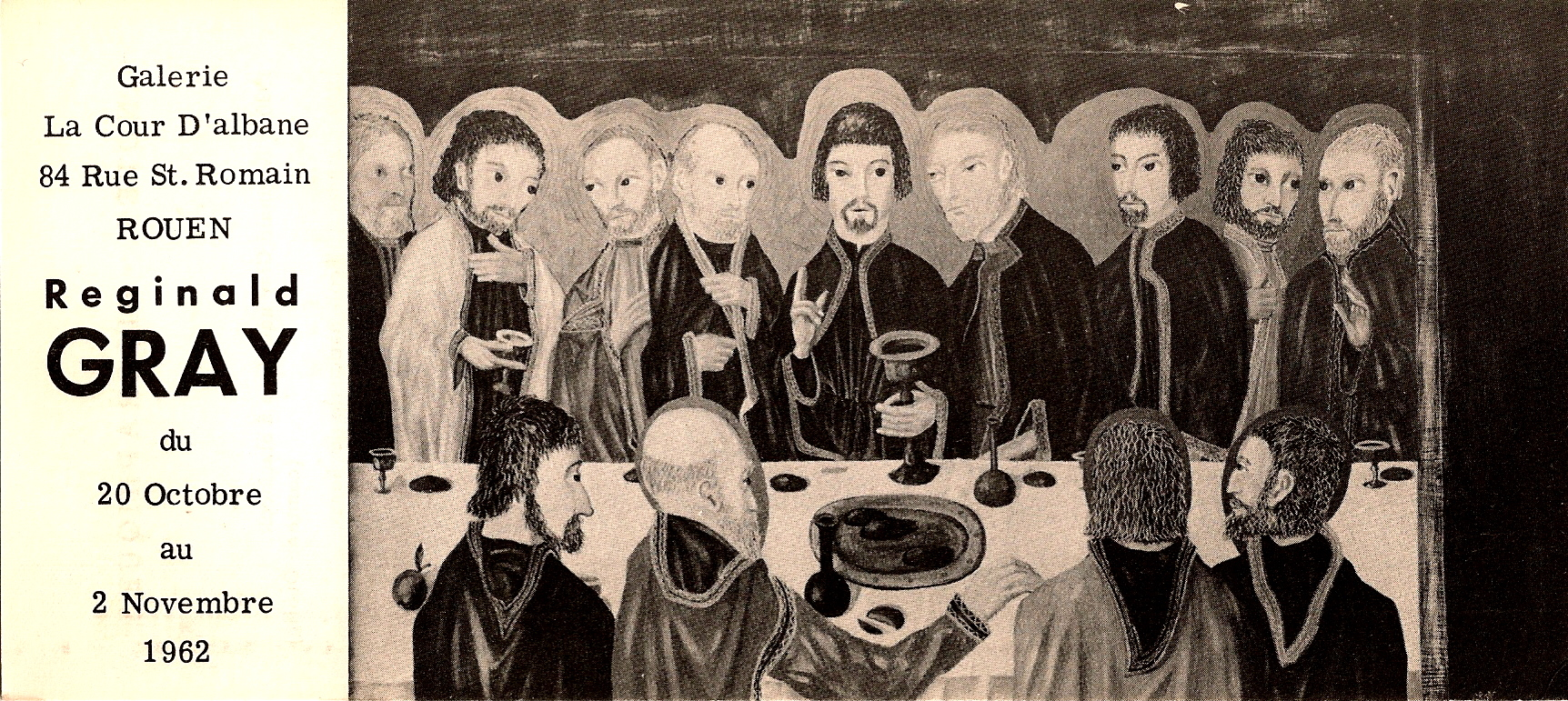
The Last Supper per Reginald Gray. Rouen. 1962.

Gray va viatjar des de Londres amb tren i vaixell, amb l'objectiu d'anar-hi París, però quan el tren estava parat per Rouen va veure des de la finestreta les torres gòtiques de la catedral de Rouen i va baixar per passar unes hores a la ciutat. A prop de la catedral, es va trobar amb Le Cour d'Albane una petita galeria d'art, el director de la qual André Goupil, li va suggerir a Gray que hauria de portar obres de Londres i fer una exposició. Gray, va estar d'acord amb aquesta proposta i un mes més tard va realitzar la seva primera exposició en terra francesa. Malgrat les bones crítiques, les vendes no van ser tan bones com havien estat en les seves anteriors exposicions de Londres.
Va trobar una cambra barata sense calefacció ni aigua corrent a la Rue des Fosses i va passar un hivern ben dur allà. Es va convertir en un artista de còpies de Rafael Sanzio, Domenico Ghirlandaio, i d'altres mestres florentins. Un any més tard les condicions van millorar quan li van arribar diversos encàrrecs de treball extra pel Théâtre des Arts de Rouen. Malgrat que aquesta dura vida Gray va exposar al Saló des Artistes Normands en el Musée des Beaux-Arts durant tres anys consecutius, abans que finalment es traslladés a París.

### París

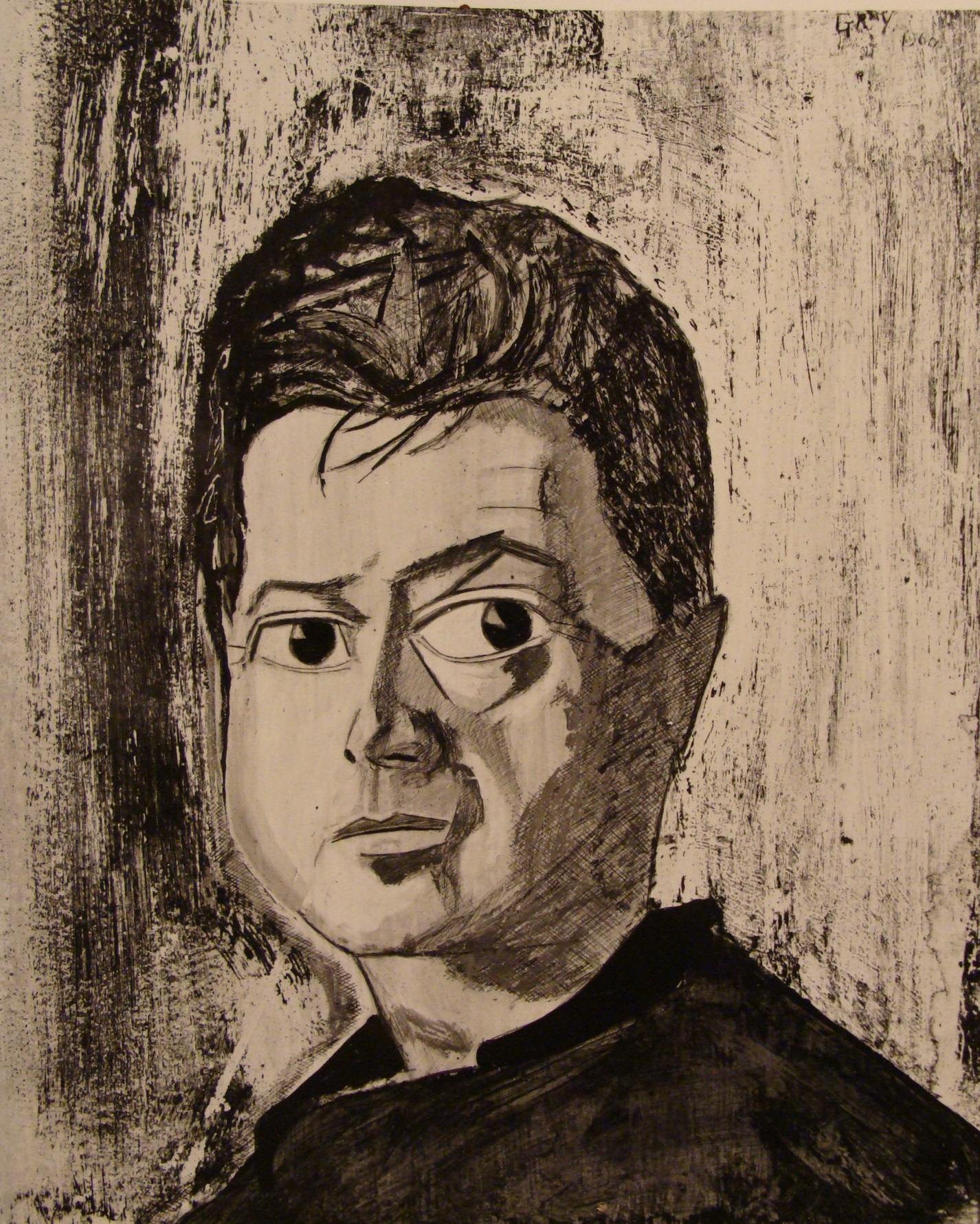
Retrat de Francis Bacon per Gray. (National Portrait Gallery Londres)

Va arribar a París sentint que «Rouen s'havia esgotat i que Rouen l'havia esgotat». Era a mitjans de l'any 1964 i en aquest any va néixer la seva filla gran Eleonore. Gray va anar a viure a l'acadèmia dirigida per l'escultor hongarès Laszlo Szabo, l'escultor amb ajut de sis estudiants seus, va preparar per a Gray, una habitació petita dintre de la mateixa acadèmia. Als dos anys de viure allà, Szabo va fer una gran exposició titulada Le Monde apres les Buildings en què van participar Henry Moore i Marino Marini. Durant aquest període, Gray també va exhibir a la galeria Daniel Casanova. Després de tres anys es va traslladar un parell de cops a petits tallers i va treballar com a corrector a l'edició de París del The New York Times i també va fer retrats de les persones que eren entrevistades pels escriptors del diari. Entre ells s'inclouen el filòsof Jean Paul Sartre, el cantant Jacques Brel, i l'escultor Alberto Giacometti.
Durant la revolució estudiantina de 1968 a París, Gray va conèixer la jove escriptora australiana Jill Neville i va pintar el seu retrat que ara es troba a la Galeria Nacional de Retrats a Austràlia. Va treballar com a fotògraf de moda durant més de cinc anys, cobrint les col·leccions a París, Milà, Roma i Londres. També va treballar com a cameràman filmant les col·leccions de moda per a la revista Vogue alemanya i la televisió sueca. Gray va dirigir el seu primer llargmetratge en francès titulat "Jeu", també conegut com "The Passant" Gray, aleshores vivia en el castell de Ravenel, 50 quilòmetres al nord de París a on va residir amb les seves filles Deirdre i Terence durant una estada que va durar deu anys. Georgina Tasthruni, la mare de Deirdre i Terence es va suïcidar el 2005 llançant-se sota un tren al metre de París.